# Mujeres al borde de un ataque de nervios
 Mujeres al borde de un ataque de nervios és una pel·lícula espanyola de Pedro Almodóvar, estrenada el 1988. El títol fa referència a un trastorn psiquiàtric que és lligat històricament a la histèria però que és ara vist en un context cultural com una forma de traumatisme.

## Argument
Ivan i Pepa, dos actors de doblatge, posen la seva veu a les grans estrelles del cinema i es juren amor etern cada matí en la penombra de l'estudi. Però Ivan abandona de sobte Pepa. Aquesta portarà la seva investigació i descobrirà la doble vida de l'home que estima.
És una galeria de retrats: una amant que s'assabenta de cop que el seu amant la deixarà per a una altra; l'esposa legítima del susdit, que purga la seva depressió en una clínica psiquiàtrica i no pensa més que a barallar-se; la nova conquesta que no té ganes d'afluixar la brida al Don Juan a la fuga; el fill d'aquest últim, tartamut; una advocada feminista; la companya d'un terrorista xiïta; una conserge membre dels testimonis de Jehovà; un xofer de taxi punk; policies complaents; i gaspatxo amb somnífer per a tothom.
Un vodevil modern, lliurement inspirat de La veu Humana de Jean Cocteau, una obra de 1930 d'un acte que explica el llarg monòleg d'una dona al telèfon, abandonada pel seu amant.

## Repartiment
- Carmen Maura: Pepa
- Antonio Banderas: Carlos
- Julieta Serrano: Lucía
- María Barranco: Candela
- Rossy de Palma: Marisa
- Kiti Manver: Paulina Morales
- Guillermo Montesinos: Taxista
- Chus Lampreave: La conserge
- Eduardo Calvo: Pare de Lucía
- Loles León: Secretaire
- Àngel de Andrés López: Policia I
- Fernando Guillén: Iván
- Juan Lombardero: Germán
- José Antonio Navarro: Policia II
- Ana Leza: Ana
- Ambite: Ambite
- Agustín Almodóvar: Agent immobiliari
- Tomás Corrales: Basurero
- Carmen Espada: Farmacèutica
- Imanol Uribe: Marido

## Premis i nominacions

### Premis
- 1988. Copa Volpi per la millor interpretació femenina per Carmen Maura
- 1988. Premi Osella pel millor guió per Pedro Almodóvar
- 1989. Goya a la millor pel·lícula
- 1989. Goya a la millor actriu per Carmen Maura
- 1989. Goya al millor guió original per Pedro Almodóvar
- 1989. Goya a la millor actriu secundària per María Barranco
- 1989. Goya al millor muntatge per José Salcedo

### Nominacions
- 1989. Oscar a la millor pel·lícula de parla no anglesa
- 1989. Globus d'Or a la millor pel·lícula estrangera
- 1989. Goya al millor director per Pedro Almodóvar
- 1989. Goya al millor actor secundari per Guillermo Montesinos
- 1989. Goya a la millor actriu secundària per Julieta Serrano
- 1989. Goya a la millor fotografia per José Luis Alcaine
- 1989. Goya a la millor música original per Bernardo Bonezzi
- 1989. Goya a la millor direcció de producció per Esther García
- 1989. Goya a la millor direcció artística per Félix Murcia
- 1989. Goya al millor disseny de vestuari per José María Cossío
- 1989. Goya al millor maquillatge i perruqueria per Gregorio Ros i Jesús Moncusi
- 1989. Goya al millor so per Gilles Ortion
- 1989. Goya als millors efectes especials per Reyes Abades
- 1990. BAFTA a la millor pel·lícula de parla no anglesa